# Pehar (zviježđe)
Pehar ili Vrč (lat. Crater) jedno je od 88 modernih i 48 originalnih Ptolemejevih zviježđa.  Predstavlja pehar boga Apolona.

## Zvijezde
Najsjajnija je zvijezda Labrum (δ Crt), prividne magnitude 3,57.
Beta Crateris je dvojna zvijezda magnitude 4,5.
γ Crateris je bliska binarna zvijezda, udaljena od Zemlje oko 84 ly. Sjajnija zvijezda ima prividni sjaj 4.08m, a slabija komponenta (udaljena na nebu oko 52") 9.6m.
R Crateris je polupravilna promjenjiva tipa SRb, spektralnog tipa M7. Prividni sjaj joj se mijenja između 9.8m i 11.2m u periodu od 160 dana.
SZ Crateris (Gliese 425, Abtova zvijezda) je zvijezda sjaja 8.1m. Nalazi se relativno blizu Zemlje - na oko 44 ly. 

## Najznačajniji objekti dubokog svemira
NGC 3511 je spiralna galaktika tipa SBbc, sa slabo izraženom prečkom, Zemlji okrenuta svojim rubom. Pripada galaktičkom skupu Abell 1060. Prividni sjaj galaktike je 12m, a kutne dimenzije su joj 4' × 1'.
NGC 3887 je prečkasta spiralna galaktika, tipa SBc,  magnitude 11, kutnog promjera od 3.5'.
NGC 3981 je spiralna galaktika s dva široka spiralna kraka, tipa SBbc. Njen sjaj je 12m, a kutni promjer 3'. Ovu je galaktiku otkrio William Herschel 1785. Godine.

## Mitologija
U grčkoj mitologiji, gavran služi bogu Apolonu, koji je šalje po vodu. Vrana je bila lijena, pa je putovala vrlo polako, kad je zagrabila vodu, u pehar je zagrabila i vodenu zmiju koju je planirana odnijeti apolonu u znak isprike. Prema mitu, Apolon se na to jako naljutio, te je bijesno na nebo bacio i Gavrana i vodenu zmiju i pehar.
Porijeklo priče je vjerojatno vezano uz činjenicu da se ova 3 zviježđa nalaze vrlo blizu jedno drugom, na dijelu neba koje se poneka naziva more.

## Vanjske poveznice
- The Deep Photographic Guide to the Constellations: Crater